# كارين ديفيد
كارين شيناز دافيد (بالإنجليزية: Karen David)‏ هي ممثلة ومغنية كندية من أصل هندي ولدت في مدينة شيلونغ في الهند في 15 أبريل 1979 لأب يهودي هندي وأم خاسية.
انتقلت مع عائلتها إلى تورنتو في كندا قبل أن تذهب إلى إنجلترا لتتعلم التمثيل هناك. ومن ابرز الأفلام التي مثلت فيها ذا سكوربيان كينغ 2: رايز أوف أواريور بدور البطولة.

## وصلات خارجية
- كارين ديفيد على موقع IMDb (الإنجليزية)
- كارين ديفيد على موقع ألو سيني (الفرنسية)
- كارين ديفيد على موقع ألو سيني (الفرنسية)
- كارين ديفيد على موقع ميوزك برينز (الإنجليزية)
- كارين ديفيد على موقع أول موفي (الإنجليزية)
- كارين ديفيد على موقع ديسكوغز (الإنجليزية)
- كارين ديفيد على موقع ديسكوغز (الإنجليزية)
- كارين ديفيد على موقع قاعدة بيانات الفيلم (الإنجليزية)
- كارين ديفيد على موقع كينوبويسك (الروسية)
- الموقع الرسمي
- كارين ديفيد على قاعدة بيانات الأفلام على الإنترنت